# ذراع توصيل

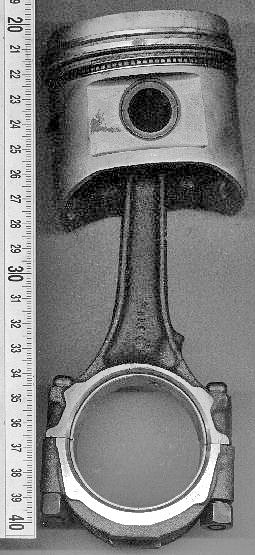
الكباس (أعلى) وذراع التوصيل في مكبس ألة.

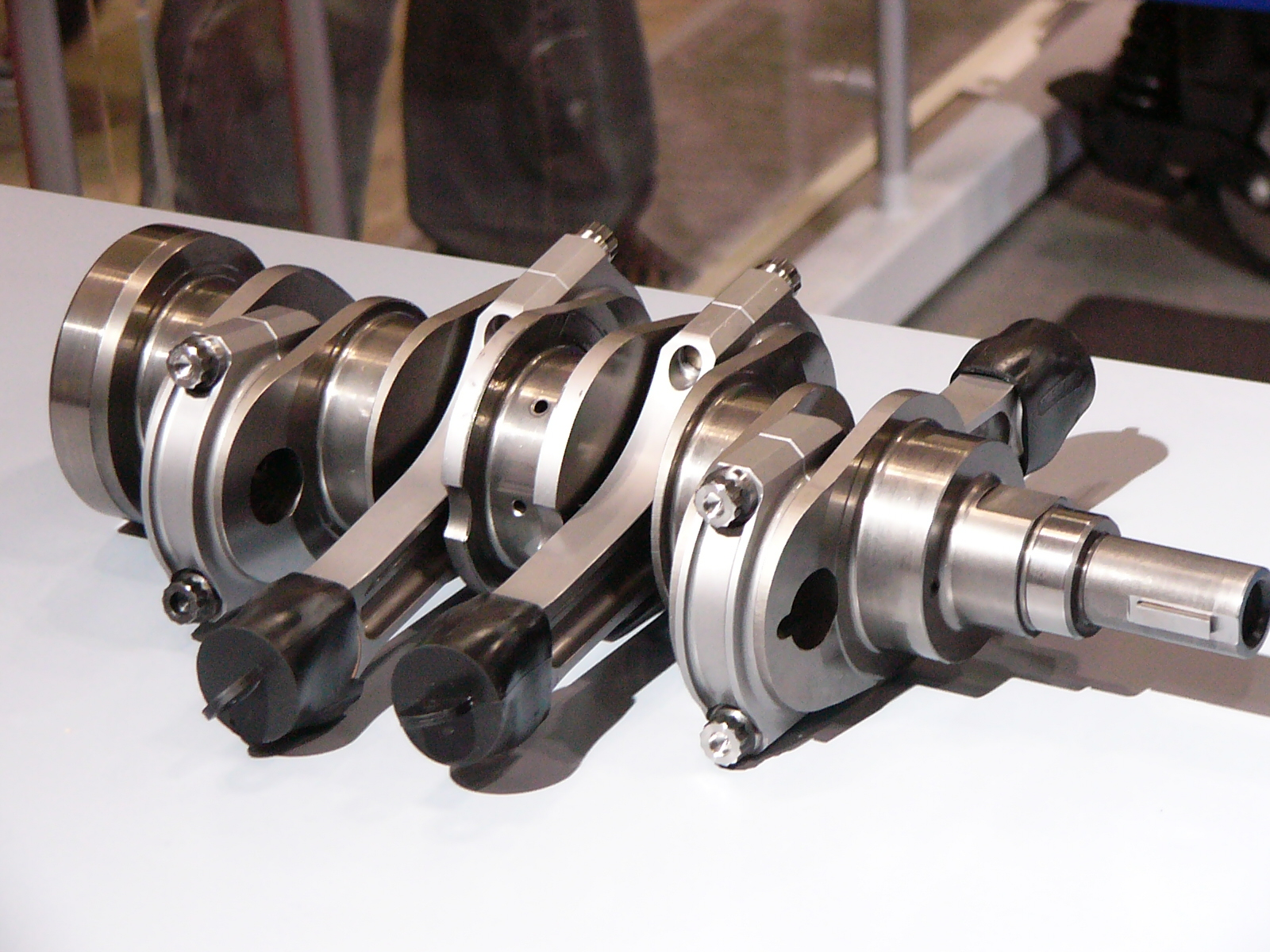
أذرع توصيل مُحكَم في عمود مرفقي.

ذراع التوصيل (بالإنجليزية:  Connecting rod)‏ هو ذراع يتصل بين الكباس والعمود المرفقي. يتحرك الكباس في الصورة من أعلي إلى أسفل في حركة خطية ، وعن طريق اتصال ذراع التوصيل بالعمود المرفقي تتحول الحركة الخطية إلى حركة دورانية للعمود المرفقي . يتصل العمود المرفقي بعد ذلك بصندوق التروس الذي ينظم السرعة ، ومنه إلى المحور ومنه إلى العجلات ، فتسير السيارة أو المركبة.
ذراع التوصيل هو المسؤول عن نقل الحركة إلى الأجزاء الأخرى ضمن محرك.

## توضيح عمله
يمكن لذراع التوصيل تحويل الحركة الخطية إلى حركة دورانية في محرك ، وفي آلات أخرى يستخدم لتحويل حركة دورانية إلى حركة خطية. 
طريقة عمله يوضحها الشكلان  3 و 4 اسفله.

شكل 3:العمود المرفقي (أحمر)، والكباسات (رمادي) داخل الأسطوانات (أزرق)، مع الحدافة (أسود).

شكل 4: حركة الكباس وذراع التوصيل في أسطوانة مكبس.

## استخدامه في محرك احتراق داخلي
في محرك احتراق داخلي يعمل ذراع التوصيل على نقل حركة الكباس إلى العمود المرفقي حيث يتصللان به بواسطة محملات (كراسي) قابلة للحركة. ينقل ذراع التوصيل القوى الناشئة عن تمدد الغاز في أسطوانة المكبس عند اشتعاله إلى العمود المرفقي.
وهو عضو الوصل بين حركة اهتزازية خطية للكباس والحركة الدورانية للعمود المرفقي . كما ابتكر  ذراع توصيل ذو «ذراعين» يعمل في السيارة هوندا-إن آر وهو يعمل بكباس بيضاوي ، ويعمل الذراعان بجانب بعضهما البعض . كما ابتكر لمحرك ديزل من شركة نياندر موتورز يعمل بعمودين مرفقين يعملان بعكس بعضهما البعض ، وفيه يعمل ذراعين توصيل متصلان بكباس واحد.